# Popalangoer
Popalangoer (Trachypithecus popa) is een aap van de Oude Wereld uit het geslacht Trachypithecus die voorkomt in Myanmar. De soort werd voor het eerst wetenschappelijk beschreven in 2020, op basis van museumspecimens uit de jaren 10 van de 20ste eeuw.
De soortaanduiding popa verwijst naar de uitgedoofde vulkaan Mount Popa, waar het holotype vandaan komt.

## Uiterlijk
Deze langoer is te herkennen aan de donkerbruine tot grijsbruine rugkleur, grijs tot witte buik, zwarte handen en voeten, een lange staart, een pluk haar boven op zijn hoofd en een kring rond zijn ogen. Enkele kenmerken onderscheiden hem van nauw verwante soorten, zoals de staartlengte, kleur en schedelvorm. Genetisch onderzoek bevestigde zijn status als aparte soort.

## Verspreiding en leefgebied
De beschrijvende onderzoekers schatten dat de soort kritisch bedreigd is volgens de maatstaven van de IUCN. Er zouden hooguit 200 à 260 individuen van bestaan. Afgaande op historische gegevens zoals specimens uit musea en reisnotulen, zou de soort vroeger wijdverspreid zijn geweest. Ze zijn in hun voortbestaan bedreigd door jacht en verlies, uitputting en versnippering van hun habitat, te wijten aan landbouw, illegale houtwinning en verstoring.